# Гваделупская коммунистическая партия
Гваделупская коммунистическая партия (фр. Parti Communiste Guadeloupéen) — левая политическая партия заморского департамента Франции Гваделупа. Партия неоднократно получала 1 место в Национальном собрании Франции, последний раз — во фракции социалистов. В настоящее время её генеральным секретарем является Феликс Флеми (фр. Félix Flémin). 
Партия имеет значительное влияние во Всеобщей конфедерации труда Гваделупы (CGTG) как одном из ведущих профсоюзных центров острова. В конце 1967 года был создан Союз коммунистической молодёжи, к партии также примыкал Союз гваделупских женщин, основанный Югетт Данент. Партия издает газету «Nouvelles Étincelles» (ранее — еженедельник «l’Étincelle» — «Искра»).

## История
Как самостоятельная партия была основана 30 марта 1958 года в городе Капстер на базе федерации Французской коммунистической партии, существовавшей с апреля 1944 года. У гваделупской федерации ФКП было двое депутов в французском парламенте: врач Розан Жирар и адвокат Жерти Аршимед, ставшая первой чернокожей женщиной в Национальном собрании (с 1945 по 1956 год)
II съезд ГКП (1961) провозгласил основной политической задачей партии «сплочение всех трудящихся в борьбе за предоставление Гваделупе внутренней автономии в рамках Французской республики». III съезд (1964) принял устав партии и наполнил программу достижения такой автономии политическим, экономическим и социальным содержанием, как-то учреждение избираемого всеобщим голосованием местного законодательного собрания и исполнительного органа, проведение аграрной реформы, развитие кооперативного движения и индустриализации. Избранный на этом съезде генсеком Эвремон Жен разбился в авиационной катастрофе Boeing 707 под Каракасом в 1969 году. Его сменил Ги Данент (сперва в качестве первого секретаря, затем генерального).
ГКП, хотя и пережила фракционную борьбу в 1965—1967 годах, быстро закрепилась в качестве одной из ведущих партий Гваделупы (почти все они имеют левую направленность). На выборах в Национальное собрание Франции в 1968 году ГКП собрала 37,3 % голосов. В 1971 году ГКП, насчитывая 1500 членов, заняла значительные позиции в 10 муниципалитетах Гваделупы (из 34), в том числе 8 возглавила.
В январе 1975 ГКП участвовала в создании постоянного комитета левых сил Гваделупы и подписании коммюнике с компартиями Мартиники, Реюньона и Франции о праве народов островных французских владений на самоопределение в форме автономии в рамках Французской республики.
За всю историю партии её члены неоднократно избирались в Национальное собрание Франции — фармацевт Поль Лакав с 1967 года по 1973 год, юрист Эжезипп Ибене с 1973 по 1978 и профессор литературы Эрнест Мутуссами с 1981 по 1991 год (когда он вышел из компартии, чтобы основать Гваделупскую прогрессивную демократическую партию). Также у партии было представительство в Сенате — сперва с 1968 по 1986 год Марсель Гаргар, затем с 1986 по 1991 год Анри Бангу, параллельно бывший мэром субпрефектуры Пуэнт-а-Питр на протяжении 43 лет с 1965 по 2008 год. Последний и возглавил Гваделупскую прогрессивную демократическую партию, куда с падением СССР и восточного блока и перетекла значительная часть актива ГКП.
На выборах 2015 года партия потеряла все свои места в Генеральном совете Гваделупы. К 2017 году ГКП управляла только коммуной Порт-Луи.